# 聖マタイと天使 (グエルチーノ)
『聖マタイと天使』（せいマタイとてんし、伊: San Matteo e l'angelo、英: Saint Matthew and the Angel）は、イタリア・バロック絵画の巨匠グエルチーノがローマ滞在時代の初期にあたる1621–1622年にキャンバス上に油彩で制作した絵画で、画家のローマ滞在期中に描かれた最重要作品の1つに挙げられる。主題は「マタイによる福音書」を執筆中の聖マタイである。作品は現在、ローマのカピトリーノ美術館に所蔵されている。

## 歴史
作品の委嘱者は不明である。作品が記録文書に最初に登場するのは、1641年のピオ (Pio)・コレクションの目録においてである。作品は同コレクションの1724年と1750年の目録にも登場するが、1750年にピオ・ディ・サヴォイア家のすべての所有地とともとに、新しく創設されたカンピドリオ美術館 (今日のカピトリーノ美術館) のために教皇ベネディクトゥス14世により購入された。

## 作品

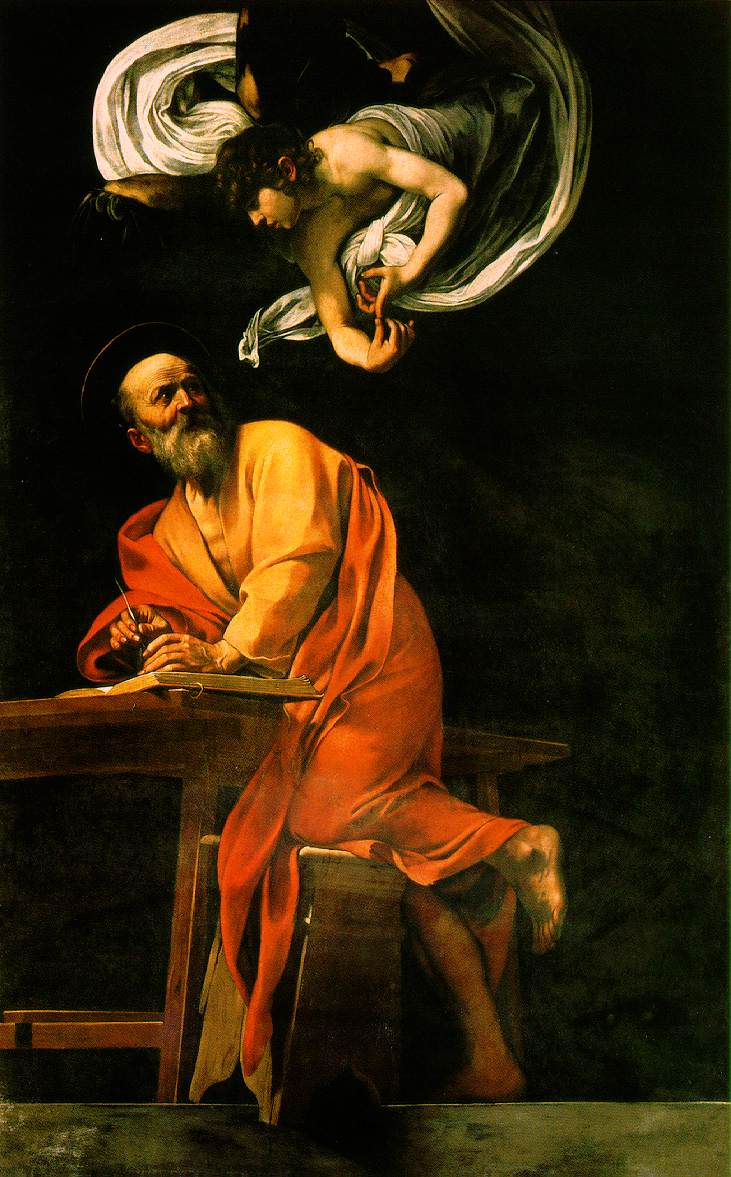
カラヴァッジョ『聖マタイと天使』 (1602年)、 サン・ルイジ・デイ・フランチェージ教会、ローマ

絵画の主題は、聖マタイが天使から霊感を受けて福音書を執筆したという伝承にもとづく。彼を表すときのアトリビュート (人物を特定するもの) は伝統的に天使である。この主題は、カラヴァッジョを初めカラヴァッジェスキ (カラヴァッジョの追随者) の画家たちやグイド・レーニらボローニャ派の画家たちによってもしばしば取り上げられた。典型的には、カラヴァッジョの『聖マタイと天使』 (サン・ルイジ・デイ・フランチェージ教会、ローマ) のように、天使が執筆しているマタイに指図を送るか話しかけるかにより、神の言葉の伝達が表現される。
画面では、コントラストの激しいスポットライトによってマタイと書物を持つ天使が暗い背景から浮き彫りとなっている。場面全体は、闇に沈んだ暗部と強い光に照らされた明部が交互に現れることで形成されている。このような表現形式は、1621年にグエルチーノがローマに移住したことによってもたらされたと考えられる。事実、シモン・ヴーエやヴァランタン・ド・ブーローニュらローマで活躍していたフランス人のカラヴァッジェスキとの関連を指摘する見方もある。
本作の特徴は2つある。1つは、マタイが机に向かわずに肩肘をついて横たわり、いぶかしげに天使を見つめていることである。もう1つは、天使がもつ書物に書かれた文字の内容である。段落の最後に「amen (アーメン)」の文字だけが識別できるように書かれ、その下の余白にはラテン語で「EGO MATTEVS EVANG.A / EVANGLIVM HOC / SCRIPSI. (我は福音書記者マタイ/私がここに福音を書いた)」と記され、天使がそれを指さしている。「scripsi」はラテン語の動詞「scribere」の完了形で、すでに執筆が完了していることを示している。段落の最後のアーメン文字も執筆の完了を表す。
すなわち、グエルチーノは、本作で福音書を書き終えているマタイを描いていると考えられる。このような文句が記されている絵画はほかに例がない。また、これまでの研究においてもこれらの点については説明がされておらず、今後の研究が待たれる。